# Remie Olmberg
Remie Jacques Olmberg (Paramaribo, 28 de agosto de 1950) es un futbolista surinamés retirado que jugó como defensor del SV Robinhood en el Hoofdklasse y de la selección nacional de Surinam.
Fue el capitán del equipo SV Robinhood durante una década durante uno de los períodos más exitosos del club, habiendo ganado tres títulos nacionales y terminando como subcampeón de la Copa de Campeones de la Concacaf en tres ocasiones también. También ganó el premio al Futbolista Surinamés del Año dos veces.

## Trayectoria
Olmberg comenzó a jugar al fútbol a los ocho años bajo la tutela de Jules Coblijn (SV Robinhood) y Saften (SV Voorwaarts). Jugó para Froweinschool en la competencia de Mulo, antes de mudarse al George Streepy Stadion jugando en las filas juveniles de S.V. Robinhood. En 1966 fue seleccionado para jugar en la selección juvenil de Surinam para competir en los Juegos del Reino, dejando una impresión en el entonces entrenador en jefe de la selección neerlandesa, George Kessler.

### SV Robinhood
En 1969, Olmberg hizo su debut con el primer equipo de SV Robinhood jugando con jugadores como Theo Blaaker, Ewout Leefland y Wilfred Garden. Su impacto en el equipo le valió el brazalete de capitán y en 1970 recibió el premio al Futbolista Surinamés del Año. La siguiente temporada lo vio ganar su primer título nacional y el octavo de Robinhood en general. Al clasificarse para la Copa de Campeones de la Concacaf 1972, Olmberg encabezaría a su equipo hasta el segundo lugar en el torneo, perdiendo ante Olimpia de Honduras 1-0 en el marcador global en la final.
Olmberg ganó su segundo título nacional con Robinhood en 1975, clasificando así para la Copa de Campeones de Concacaf una vez más. En 1976, Robinhood ganaría títulos nacionales consecutivos y el tercero de Olmberg en general, al mismo tiempo que llegó a la final de la Copa de Campeones 1976 una vez más. Robinhood terminó segundo detrás de Águila de El Salvador, perdiendo 8-2 en el marcador global en la final. En 1977, llevó a Robinhood a la final de la Copa de Campeones de la Concacaf de 1977 por segunda vez consecutiva, donde se enfrentaron al Club América de México, perdiendo 2-1 en el marcador global.
Fue la tercera vez de Olmberg en la final de la competición, y su actuación le valió su segundo premio al Futbolista Nacional del Año. Su período con Robinhood es considerado uno de los mejores en la historia del club.
El 1 de septiembre de 1977 se jugó un partido amistoso en el Queen's Park Oval, en Puerto España, Trinidad y Tobago entre el New York Cosmos y el Caribbean All-Stars, una selección de futbolistas internacionales de la Unión Caribeña de Fútbol. Olmberg fue seleccionado como capitán del equipo, que incluía a jugadores como Arsène Auguste, Hugh Bell, Leroy Spann, Ernst Jean-Joseph, Orville Edwards y Jose Sabin. El New York Cosmos fue capitaneado por Pelé y alineó a jugadores como Carlos Alberto, Franz Beckenbauer, Giorgio Chinaglia, Rildo y Werner Roth.
El partido terminó con una victoria por 5-2 para el Cosmos con Chinaglia, Topić y Pelé anotando para los visitantes. Olmberg jugó el partido completo, en el que Spann y Noel Llewellyn de Trinidad y Tobago marcaron para el Caribbean All-Stars.

### SV Transvaal
En 1979, Olmberg se trasladó a los rivales de ciudad S.V. Transvaal y en 1981 ayudaron al equipo a ganar su segunda Copa de Campeones de la Concacaf, derrotando al Atlético Marte de El Salvador 2-1 en el marcador global en la final. Fue el primer y único título continental de Remie, después de haber estado en la final de la competición tres veces con su antiguo club.

## Selección nacional
Olmberg hizo su primera aparición con el equipo nacional de Surinam jugando para el equipo juvenil en los Juegos del Reino de 1966.
Hizo su debut con el primer equipo en 1972, jugando en la campaña de clasificación para la Copa Mundial de la FIFA 1974 el 28 de noviembre de 1972 contra Trinidad y Tobago. El partido terminó con una derrota por 2-1 en el Queen's Park Oval y Surinam no logró avanzar de ronda.
Olmberg también jugó en la campaña de clasificación para la Copa Mundial de la FIFA 1978. El equipo logró por primera vez jugar el Campeonato de Naciones que se celebró en México, pero terminaron en el último lugar. Marcó cinco goles en la campaña, anotando dos veces contra Trinidad y Tobago, así como contra Canadá, el anfitrión México y El Salvador. Un año después también ayudó a Surinam a ganar el Campeonato CFU.

### Goles internacionales
| Gol | Fecha                   | Estadio                          | Adversario        | Puntuación | Resultado | Competición                                |
| --- | ----------------------- | -------------------------------- | ----------------- | ---------- | --------- | ------------------------------------------ |
| 1.  | 28 de noviembre de 1976 | Queen's Park Oval, Puerto España | Trinidad y Tobago | 1-1        | 2-2       | Clasificación para la Copa Mundial de 1978 |
| 2.  | 18 de diciembre de 1976 | Estadio de Baduel, Cayena        | Trinidad y Tobago | 3-2        | 3-2       | Clasificación para la Copa Mundial de 1978 |
| 3.  | 8 de octubre de 1977    | Estadio Azteca, Ciudad de México | Canadá            | 1-1        | 1-2       | Clasificación para la Copa Mundial de 1978 |
| 4.  | 15 de octubre de 1977   | Estadio Universitario, Monterrey | México            | 1-0        | 1-8       | Clasificación para la Copa Mundial de 1978 |
| 5.  | 20 de octubre de 1977   | Estadio Universitario, Monterrey | El Salvador       | 2-3        | 2-3       | Clasificación para la Copa Mundial de 1978 |

## Palmarés

### Títulos nacionales
| Título      | Equipo    | País    | Año  |
| ----------- | --------- | ------- | ---- |
| Hoofdklasse | Robinhood | Surinam | 1971 |
| Hoofdklasse | Robinhood | Surinam | 1975 |
| Hoofdklasse | Robinhood | Surinam | 1976 |

### Títulos internacionales
| Título                           | Equipo (*) | País              | Año  |
| -------------------------------- | ---------- | ----------------- | ---- |
| Copa de Naciones de la CFU       | Surinam    | Trinidad y Tobago | 1978 |
| Copa de Campeones de la Concacaf | Transvaal  | Surinam           | 1981 |

(*) Incluyendo la selección.

### Distinciones individuales
| Distinción                   | Año  |
| ---------------------------- | ---- |
| Futbolista surinamés del año | 1970 |
| Futbolista surinamés del año | 1977 |